# Sachiko Morisawa
Sachiko Morisawa, (Japans: 森沢 幸子; Japan, 1943) is een voormalig Japans professioneel tafeltennisster.

## Belangrijkste resultaten
- Goud in het enkelspel op de wereldkampioenschappen 1967.
- Goud met het team op de wereldkampioenschappen 1967.
- Goud in het vrouwen dubbelspel op de wereldkampioenschappen 1967 met Saeko Hirota.
- Brons met het team op de wereldkampioenschappen 1969.